# Acide oxalique
L'acide oxalique de structure HOOC-COOH, l'acide éthanedioïque d'après la nomenclature officielle, est le plus simple des acides dicarboxyliques aliphatiques. Le produit commercial est un dihydrate, HOOC-COOH,2H2O.
Grâce à la liaison entre les deux groupes carboxyle, il est l'un des acides organiques les plus utilisés (pKA1 = 1,27 et pKA2 = 4,27) car il se décompose facilement en gaz (CO2, CO). Les anions de l'acide oxalique ainsi que les sels et esters sont connus sous le nom d'« oxalates ».

## Origine et fabrication
Encore appelé sel d'oseille, on le trouve à l'état naturel sous forme d'oxalate de potassium ou de calcium dans les racines et rhizomes de nombreuses plantes telles que l'oseille, la rhubarbe, la betterave et les plantes de la famille des oxalis. Les oxalates sont également présents dans l'urine animale et humaine. Ils forment aussi des composés minéraux dans les rognons de silex.
Le terme oxalis vient du grec ancien : ὀξαλίς (oxalis) qui signifie « oseille ».
Le sel d'oseille est connu et d'emploi commun comme rongeant, décolorant en teinture, détartrant et complexant éliminant les taches de rouille, vernis et encres depuis le XVIIIe siècle.
Le composé chimique pur est isolé en 1776 par le chimiste suédois Carl Wilhelm Scheele à partir d'oseille ou de rhubarbe, par une méthode analogue à celle qu'il a déjà utilisée pour extraire d'autres acides. En 1784 il démontre qu'il s'agit du même acide que celui qu'on appelait alors acide du sucre ou acide saccharin,.
Friedrich Wöhler synthétise l'acide oxalique en 1824. Cette première reproduction d'un produit naturel par synthèse chimique est une étape essentielle vers l'abandon des doctrines vitalistes qui séparaient  autrefois le règne minéral du règne végétal ou animal.

### Fabrication industrielle
L'oxydation des glucides les plus communs, en particulier l'amidon, voire la sciure de bois, donne l'acide oxalique, qui était souvent transformé autrefois sous forme de sels de potassium, d'où le nom de « sel d'oseille ». Les différents procédés d'autrefois comportaient la fusion alcaline de la cellulose. On pouvait aussi obtenir l'acide oxalique avec le monoxyde de carbone et la soude à 300 °C. Un autre procédé équivalent consiste à chauffer le formiate de sodium.
De façon industrielle, l'acide oxalique est obtenu par deux oxydations successives de glucides, à l'aide d'acide nitrique puis de dioxygène de l'air en présence d'un catalyseur.

### Aliments à forte teneur
L'acide oxalique et les oxalates sont des substances toxiques au-delà d'une certaine dose et présentes dans de nombreuses plantes (produit terminal du métabolisme de l'acide ascorbique et de l'acide glyoxylique), dont :
- le cacao et donc le chocolat ;
- l'oseille ;
- les noix ;
- les noisettes ;
- les baies ;
- les fraises ;
- les agrumes ;
- la carambole ;
- la rhubarbe ;
- les épinards et la baselle ;
- le céleri ;
- la carotte ;
- les blettes ;
- certaines salades, comme la roquette ;
- d'autres chénopodiacées ;
- les figues sèches ;
- les groseilles ;
- les framboises ;
- les prunes ;
- quelques produits à base de soja ;
- le thé ;
- le café lyophilisé ;
- le son (dans le pain gris) ;
- certaines graines dont :
  - les haricots verts,
  - les haricots secs.

| Plante                   | Acide oxalique (mg/100 g, masse sèche) |
| ------------------------ | -------------------------------------- |
| cladodes de platyopuntia | 13 000                                 |
| Feuilles de betterave    | >12 000                                |
| Cacao                    | 4 500                                  |
| Thé                      | 3 700                                  |
| Épinards                 | 460 – 3 200                            |
| Rhubarbe                 | 500 – 2 400                            |
| Blette                   | 690                                    |
| Oseille                  | 300 – 500                              |
| Betterave                | 340                                    |
| Persil                   | 190                                    |
| Bilimbi                  | 845 - 1 470                            |
| Carambole                | 18 - 980                               |
| Baselle                  | 12,90 - 650                            |

Certaines espèces de Penicillium et d'Aspergillus convertissent le sucre en oxalate de calcium avec un rendement de 90 % dans les conditions optimales.
La vitamine C peut également se décomposer dans l'organisme pour former de l'acide oxalique.

## Propriétés
L'acide oxalique est un solide cristallin, incolore et inodore. La forme dihydratée translucide (poudre blanche) est soluble dans l'eau, soit 12,5 % en masse à 25 °C. Il présente une faible solubilité dans les solvants organiques.
La forme anhydre est très soluble dans l'alcool, très peu dans l'éther, et insoluble dans le benzène et le chloroforme.
Chauffé en présence d'acide sulfurique vers 160 °C, il se décompose en eau, monoxyde de carbone et dioxyde de carbone. Les propriétés réductrices douces de l'acide oxalique justifient son emploi d'étalon en manganimétrie, dans le dosage par le permanganate de potassium.
Les sels d'oxalate non alcalins sont insolubles dans l'eau. L'oxalate de calcium est la cause de calculs rénaux.

### Propriétés physico-chimiques
Solubilité dans l'eau :
| Température | Solubilité (g/100 g) |
| ----------- | -------------------- |
| 0 °C        | 3,5                  |
| 10 °C       | 5,5                  |
| 17,5 °C     | 8,5                  |
| 20 °C       | 9,5                  |
| 30 °C       | 14,5                 |
| 40 °C       | 22                   |
| 50 °C       | 32                   |
| 60 °C       | 46                   |
| 80 °C       | 85                   |
| 90 °C       | 120                  |

### Analyse
- Qualitative : en chauffant de l'acide oxalique avec de la diphénylamine, il se forme une couleur bleue appelée bleu d’aniline (de). Limite de l'analyse : 5 µg[12].
- Quantitative : elle peut se faire en l'absence d'autres acides, notamment avec du chlorure de calcium. Il se forme alors un précipité d'oxalate de calcium.

## Toxicité et biologie
L'acide oxalique provoque des irritations locales importantes : l'absorption aisée par les muqueuses et la peau provoque des troubles de la circulation sanguine et des dommages rénaux.

### Ingestion
Cet acide peut irriter la voie œsophagienne ou gastrique lors de son ingestion et provoquer des dommages rénaux (calculs, oligurie, albuminurie, hématurie).
Il est mortel à forte dose; chez l'humain, la dose orale LDLo (lowest published lethal dose) est de 600 mg kg−1. 
Les précipités d'oxalate de calcium prennent parfois des formes épineuses et peuvent obstruer les canaux rénaux ou excrétoires de l'urine (calculs rénaux). 
Il apparaît dans l'urine animale et humaine principalement sous deux formes ; oxalate de calcium et acide oxalurique (H2N-CO-NH-CO-CO2H).
Les individus en bonne santé peuvent sans problème manger des aliments contenant de l'acide oxalique ou des oxalates, mais on recommande aux personnes atteintes de certains types de calcul rénaux, de goutte ou d'arthrite d'éviter leur consommation.
L'ingestion de calcium ou de magnésium freine le passage de l'acide oxalique dans le sang au niveau de l'intestin.
Concernant les calculs, les minéraux ne sont pas non plus la seule cause potentielle. La consommation de glucides peut augmenter le degré de saturation des urines en oxalates de calcium, magnésium et en phosphates, favorisant du même coup la formation de calculs.

### Effet biologique
À cause de sa capacité à se lier à certains métaux tels que le calcium, le fer, le sodium, le potassium ou le magnésium, la consommation d'aliments à forte dose en acide oxalique peut aussi provoquer des carences alimentaires.

### Variations en fonction du mode de cuisson
Le mode de cuisson de tiges ou feuilles riches en acide oxalique a des effets sur la teneur finale de l'aliment en acide oxalique (mais aussi sur la teneur finale en nutriments du produit après cuisson). 
Des tests faits sur les effets de la cuisson de l'épinard de Malabar et de la célosie a conclu qu'une cuisson à l’eau de vingt minutes induit une perte de vitamine C (−33,91 % de vitamine C), de magnésium et de potassium ; alors qu'une cuisson à la vapeur favorise les pertes en acide oxalique, en fer et en calcium (en vingt minutes de cuisson-vapeur, 49,30 % de l'acide oxalique de l'épinard de Malabar est éliminé, et 40,54 % de celui de la célosie). Les auteurs de cette étude recommandent vingt minutes de cuisson pour ces végétaux pour diminuer leur taux d'acide oxalique sans trop perdre de vitamines.

## Utilisations et applications
Agent de blanchiment des médicaments sous forme de comprimés et de poudre, des textiles, du cuir et du bois, mais aussi agent mordant pour les teintures, l'acide oxalique est un produit industriel dont la production annuelle mondiale est estimée à 140 000 tonnes en 2000.
Vendu en cristaux (parfois sous le nom de sel de citron ou sel d'oseille) à dissoudre dans de l'eau, il est très efficace pour enlever la rouille et les traces de rouille sur le carrelage, le linge, etc.
Il semble également intéressant pour supprimer les taches de transpiration sur le linge blanc en tamponnant.
L'acide oxalique est utilisé dans les domaines suivants :
- traitement de surface des métaux ;
- dérouillage et polissage du marbre ;
- agent de blanchiment (textile, papier, liège, cuir, bois) ;
- agent mordant pour la teinture de la laine ;
- initiateur dans la fabrication de polymères ;
- monomère pour la préparation de fibres et films plastiques — poly(éthylène oxalate) — présentant une résistance mécanique et un bon comportement à la chaleur ;
- en gravimétrie, on utilise une solution diluée d'acide oxalique pour précipiter l'argent, l'or, le cuivre, le mercure, le lanthane, le nickel, le plomb, les terres rares, le scandium, le thorium, l'uranium(IV), le tungstène, le zirconium[27] ;
- préparation de supports magnétiques des bandes pour enregistrement ;
- réducteur dans certains procédés de développement photographique ;
- en apiculture, il sert à lutter contre le varroa ;
- nettoyage des taches de perchlorure de fer (gravure de circuits imprimés) ;
- nettoie les taches brunes de permanganate de potassium sur les ongles.

### Dans la fiction
- La romancière Agatha Christie publie en 1939 Un meurtre est-il facile ? dans lequel un empoisonnement à l'acide oxalique (contenu dans de la teinture) est confondu avec une gastrite aigüe[23].

## Rôle secondaire dans la vinification
L’acide oxalique est présent dans le vin sous la forme de complexe ferrique d'oxalate. Quand le vin est mis en bouteilles, la réduction du fer ferrique libère de l'oxalate qui précipite sous forme d’oxalate de calcium.